# Tramwaje w Reims
Tramwaje w Reims − system komunikacji tramwajowej działający we francuskim mieście Reims.

## Historia

### 1881−1939
Pierwsze tramwaje konne w Reims uruchomiono w 1881. W 1900 uruchomiono pierwsze tramwaje elektryczne i rok później w 1901 zlikwidowano ostatnie tramwaje konne. W drugiej połowie lat 30. XX w. sytuacja spółki obsługującej linie tramwajowe znacznie się pogorszyła co doprowadziło w 1938 do likwidacji pierwszych z 5 istniejących wówczas linii tramwajowych. Ostatni raz tramwaje na ulice Reims wyjechały w 1939.

### Po 1985
Pierwsze plany przywrócenia komunikacji tramwajowej pojawiły się w 1985, jednak nie zostały one zrealizowane. W 2005 zgłoszono nowy projekt budowy tramwajów w Reims, który doczekał się realizacji. W 2006 wyłoniono konsorcjum MARS, które miało wybudować system tramwajowy warty 305 mln €. Otwarcie dwóch linii tramwaju w Reims nastąpiło 18 kwietnia 2011. Wybudowany system tramwajowy ma 11,2 km długości, obsługują go dwie linie, dodatkowo na odcinku 2 km w starej części miasta zastosowano zasilanie w systemie z trzeciej szyny APS (Alimentation par Sol). 

## Linie
W Reims istnieją dwie linie tramwajowe:
- A: Neufchâtel − Hôpital (długość 9,1 km)
- B: Gare Reims − Gare Champagne TGV (długość 7,0 km)

## Tabor
Do obsługi oddanej do eksploatacji w 2011 sieci zamówiono 18 tramwajów Alstom Citadis 302. Tramwaje są w 100% niskopodłogowe mają 32,4 m długości i 2,4 m szerokości. Tramwaje Citadis 302 wyróżnia od pozostałych tramwajów tego typu kształt ściany czołowej, która ma przypominać kształt kieliszka od szampana. Tramwaje w Reims są pomalowane w 8 różnych kolorach: pomarańczowy, czerwony, purpurowy, różowy, niebieski, turkusowy, zielony oraz żółty. 

## Galeria

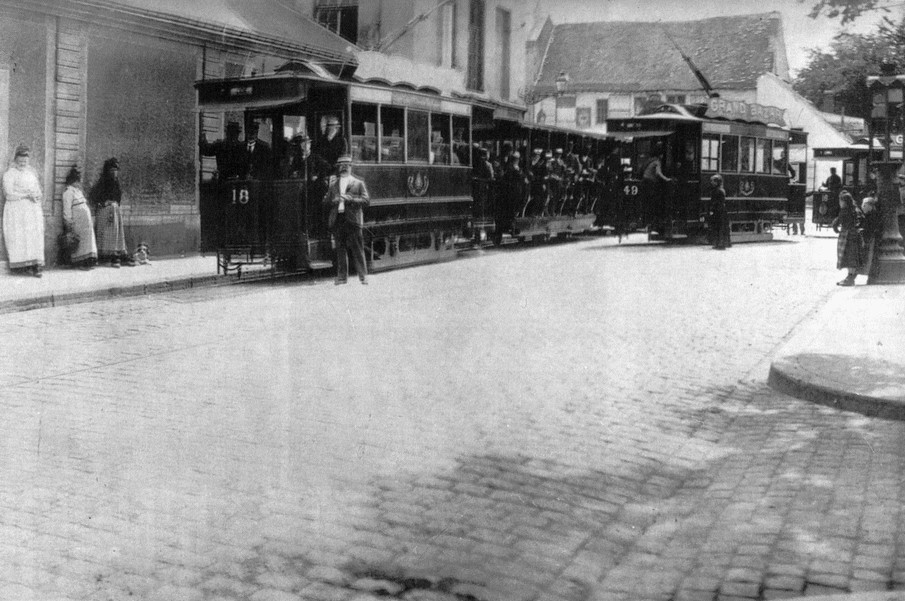
Pierwsze tramwaje elektryczne w Reims
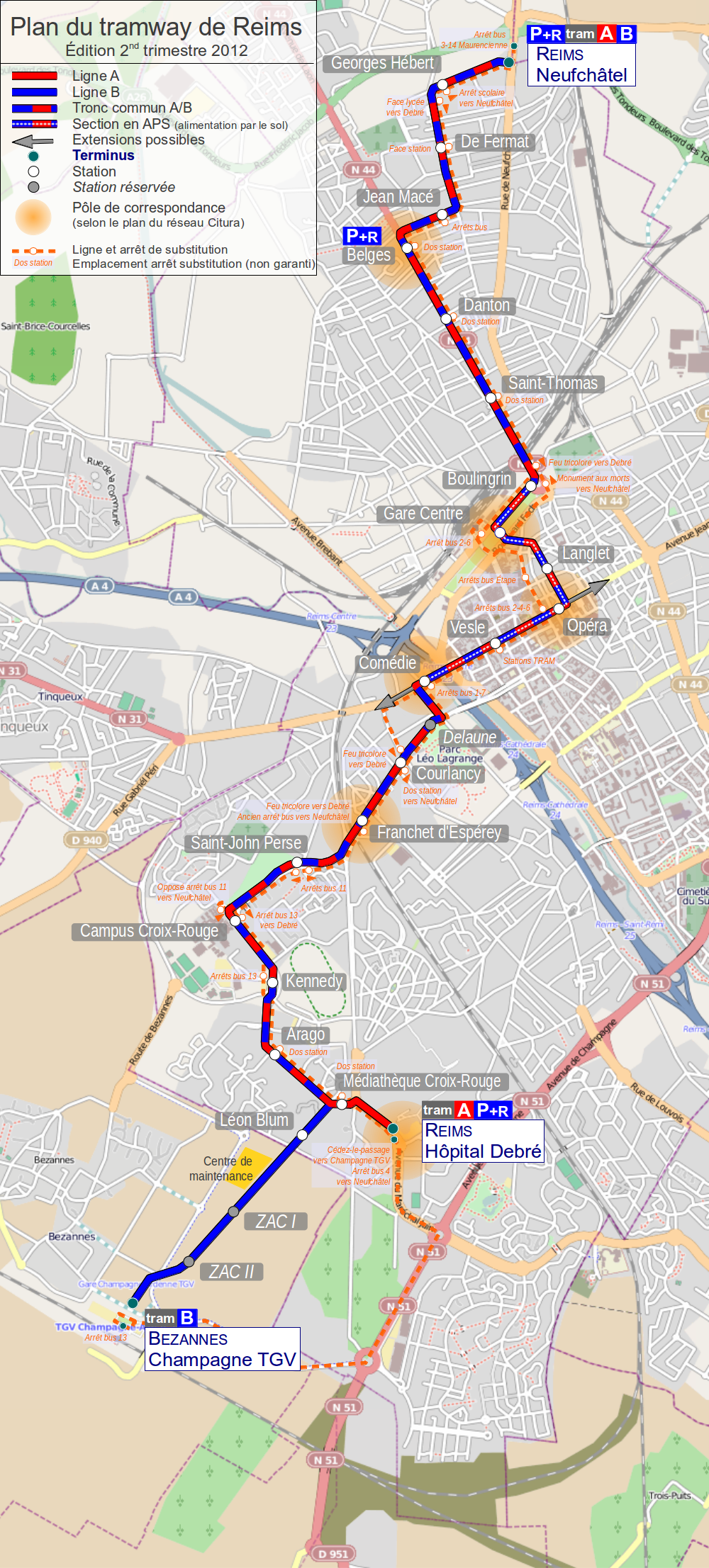
Schemat linii tramwajowych
Schemat planowanych linii tramwajowych w 2030
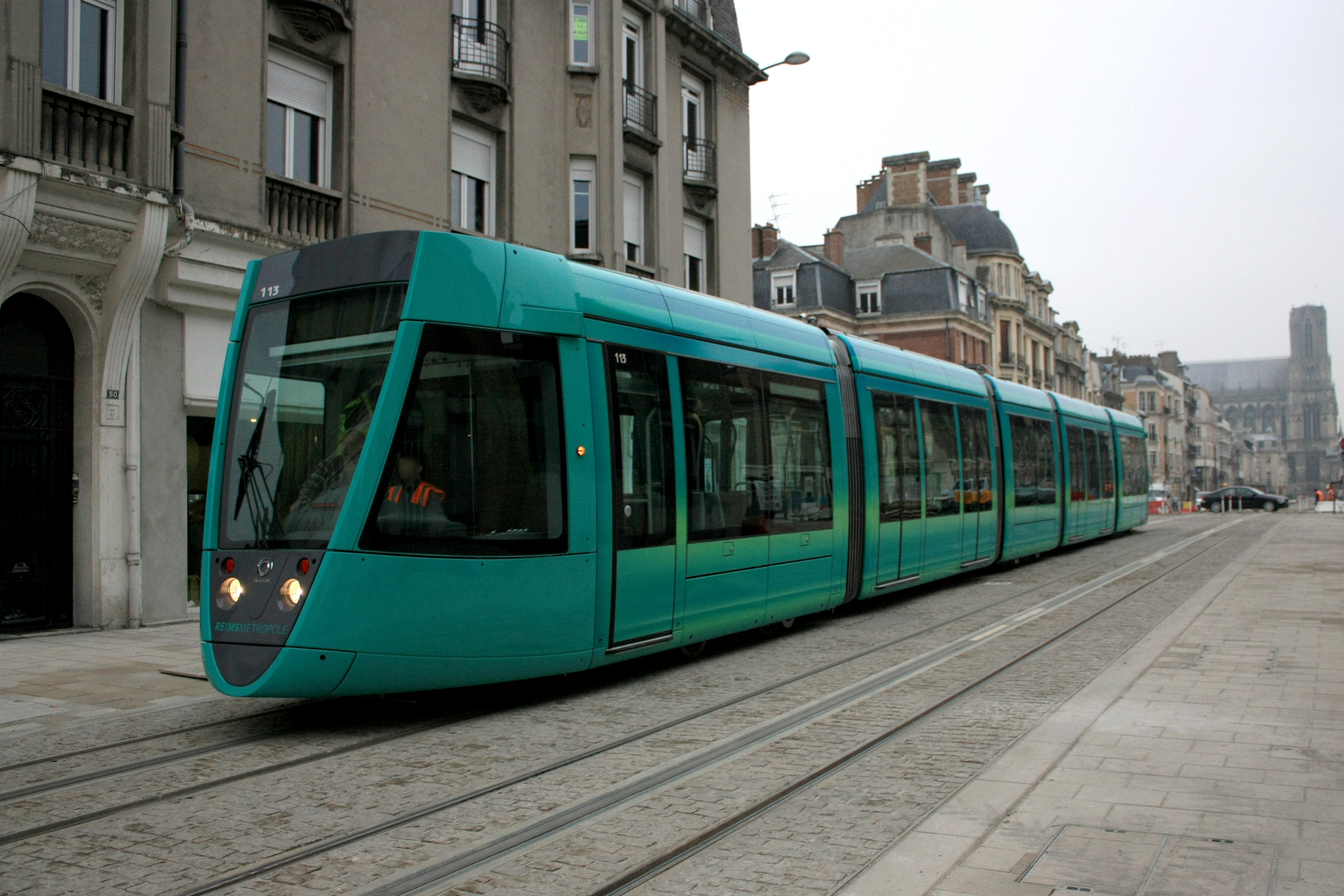
Tramwaj Citadis 302 w centrum miasta na odcinku zasilanym z trzeciej szyny